# Dolichoascus schenckii
Dolichoascus schenckii är en svampart som beskrevs av Thibaut & Ansel 1970. Dolichoascus schenckii ingår i släktet Dolichoascus, ordningen Saccharomycetales, klassen Saccharomycetes, divisionen sporsäcksvampar och riket svampar.   Inga underarter finns listade i Catalogue of Life.